# Winston Chinchón Bunting
Joaquín Winston Albert Chinchón Bunting (Valparaíso, 8 de abril de 1942) es un médico cirujano y político chileno de ascendencia inglesa, que se desempeñó como ministro de Salud Pública de su país, durante la dictadura militar del general Augusto Pinochet entre 1983 y 1986.

## Familia y estudios
Nació en el barrio El Almendral, comuna chilena de Valparaíso, el 8 de abril de 1942, hijo de José Joaquín Chinchón Herrera y Catalina Isabel Bunting Celedón. Tuvo dos hermanos: Walter y Nelson, dedicados al negocio farmacéutico a través de la sociedad Insecto Ltda. Realizó sus estudios secundarios el Liceo José Victorino Lastarria, continuando los superiores en la Universidad de Chile, titulándose como médico cirujano en 1967.
Se casó con María Angélica Lavanderos de Paz, con quien tuvo tres hijos: Carola Alejandra, Felipe Winston.y Andrea Angélica. 

## Vida pública
Fue durante muchos años funcionario del área de salud de Carabineros de Chile, institución policial donde alcanzó el grado de mayor de sanidad. Por otra parte, actuó como profesor encargado del curso de cirugía de la Universidad de Chile.
En el marco de la dictadura militar de Pinochet, el 10 de agosto de 1983, fue nombrado como titular del Ministerio de Salud Pública, reemplazando al vicealmirante Hernán Rivera Calderón. Durante su gestión en la cartera, tuvo que afrontar una manifestación de pobladores que se oponía a la «Ley de Salud» que impulsaba el ministerio. Por otro lado, declaró, en repetidas ocasiones, a la prensa que «gracias a la eficacia del Sistema Nacional de Servicios de Salud (SNSS) y de las política desarrolladas, las tasas de mortalidad general y de mortalidad infantil, que se consideran los mejores indices de salud disponibles en uso en la Organización Mundial de la Salud (OMS) y la Organización Panamericana de Salud (OPS) y en todos los países civilizados, han bajado en la década posterior al año 1973 en forma espectacular, lo cual debía 'enorgullecer a los chilenos'». Dejó el cargo gubernamental el 13 de agosto de 1986, siendo sucedido por el también médico Juan Giaconi Gandolfo.
Entre otras actividades, es miembro de la Sociedad Científica de Chile, y miembro de número del Centro Nacional de Estudios del Orden Público (CENEOP), una corporación de derecho privado, sin fines de lucro, de carácter cultural y científico cuyo objeto y finalidad es observar, estudiar, investigar, analizar y difundir materias relacionadas con el orden y la seguridad pública.